# Rhodeus syriacus
Rhodeus syriacus és una espècie de peix cipriniforme de la família dels ciprínids.